# Нью-Мартинсвилл (Западная Виргиния)
Нью-Мартинсвилл (англ. New Martinsville) — город на реке Огайо в штате Западная Виргиния США. Он является административным центром округа Уэтзел. В 2010 году в городе проживало 5366 человек. Город 26-й по населению в штате.

## Географическое положение
Нью-Мартинсвилл находится на севере штата Западная Виргиния, на его границе со штатом Огайо. В округе Уэтзел он расположен на западе. Так как граница штата проходит по реке Огайо, Нью-Мартинсвилл находится на её берегу. В северной части города расположена гидроэлектростанция. Полная площадь города — 7,02 км², из которых 6,92 км² — земля и 0,10 км² — вода. Ближайший к городу аэропорт — Mid-Ohio Valley Regional Airport в Паркерсберге, находится в 70 км.

## История
Первые поселенцы на территории современного города появились в 1770-х годах. Предполагается, что первым из них был Эдвин Дулен в 1773 году. Он был убит коренными жителями, и его дочь продала его земли Пресли Мартинсу, в честь которого будущий город получил своё название (Мартинсвилл). 28 марта 1838 года поселение было инкорпорировано как город. А в 1846 году он стал административным центром нового округа Уэтзел. В начале XX века в городе был кожевенный завод, лесопилка, литейные и кирпичные производства. Нью-Мартинсвилл часто страдал от сильных наводнений, самым сильным было наводнение 1936 года. Последнее случилось в сентябре 2004.

## Население
По данным переписи 2010 года население Нью-Мартинсвилля составляло 5366 человека (из них 47,2 % мужчин и 52,8 % женщин), 2340 домашних хозяйств и 1477 семей. Расовый состав: белые — 98,2 %, афроамериканцы — 0,2 %, коренные американцы — 0,1 %, азиаты — 0,6 и представители двух и более рас — 0,6 %.
Из 2340 домашних хозяйств 63,1 % представляли собой совместно проживающие супружеские пары (23,1 % с детьми младше 18 лет), 36,9 % не имели семьи.
В среднем домашнее хозяйство ведут 2,24 человек, а средний размер семьи — 2,78 человека. Доля лиц старше 65 лет — 21,7 %. Средний возраст населения — 46,5 лет. Средний доход на семью составлял $62 297.
Динамика численности населения:
|  |

## Климат
По классификации климатов Кёппена климат Нью-Мартинсвилла относится к субтропическому муссонному. Климат города характеризуется относительно высокими температурами и равномерным распределением осадков в течение года. Летом он находится под влиянием влажного, морского воздуха с океана. Лето обычно является более влажным, чем зима. Средняя температура в году — 12,4 °C, самый тёплый месяц — июль (средняя температура 24 °C), самый холодный — январь (средняя температура 0,7 °C). Максимальная зафиксированная в городе температура — 42,8 °C была зафиксирована в августе.
| Показатель                       | Янв.  | Фев.  | Март  | Апр.  | Май  | Июнь | Июль | Авг. | Сен. | Окт. | Нояб. | Дек.  | Год   |
| -------------------------------- | ----- | ----- | ----- | ----- | ---- | ---- | ---- | ---- | ---- | ---- | ----- | ----- | ----- |
| Абсолютный максимум, °C          | 26,1  | 26,1  | 31,7  | 35    | 37,2 | 38,9 | 41,1 | 42,8 | 39,4 | 36,1 | 29,4  | 24,4  | 42,8  |
| Средний суточный максимум, °C    | 6,1   | 6,7   | 12,6  | 19,2  | 24,9 | 29,2 | 30,9 | 30,3 | 27,3 | 21,1 | 13    | 6,8   | 19    |
| Средняя температура, °C          | 0,7   | 0,9   | 6     | 11,8  | 17,3 | 22   | 24   | 23,3 | 20,1 | 13,7 | 7     | 1,7   | 12,4  |
| Средний суточный минимум, °C     | −4,6  | −4,7  | −0,6  | 4,4   | 9,8  | 14,8 | 17,1 | 16,4 | 12,8 | 6,3  | 0,9   | −3,4  | 5,8   |
| Абсолютный минимум, °C           | −27,8 | −31,7 | −24,4 | −14,4 | −3,9 |      | 4,4  | 6,1  |      | −8,9 | −17,2 | −24,4 | −31,7 |
| Среднее число дней с осадками    | 10    | 10    | 11    | 10    | 10   | 10   | 10   | 8    | 7    | 8    | 8     | 10    | 112   |
| Норма осадков, мм                | 90    | 76    | 93    | 89    | 99   | 108  | 113  | 99   | 78   | 69   | 75    | 85    | 1075  |
| Среднее число дней с заморозками | 24,3  | 22,4  | 18,4  | 7,3   | 0,8  | 0    | 0    | 0    | 0,1  | 4    | 14,6  | 23,1  | 115   |
| Источник: Погода и климат        |       |       |       |       |      |      |      |      |      |      |       |       |       |

## В популярной культуре
В 1925 году в городе снималась комедия «Очарованная сценой» c Глорией Свенсон.